# Overval op het Huis van Bewaring I te Amsterdam (1 mei 1944)

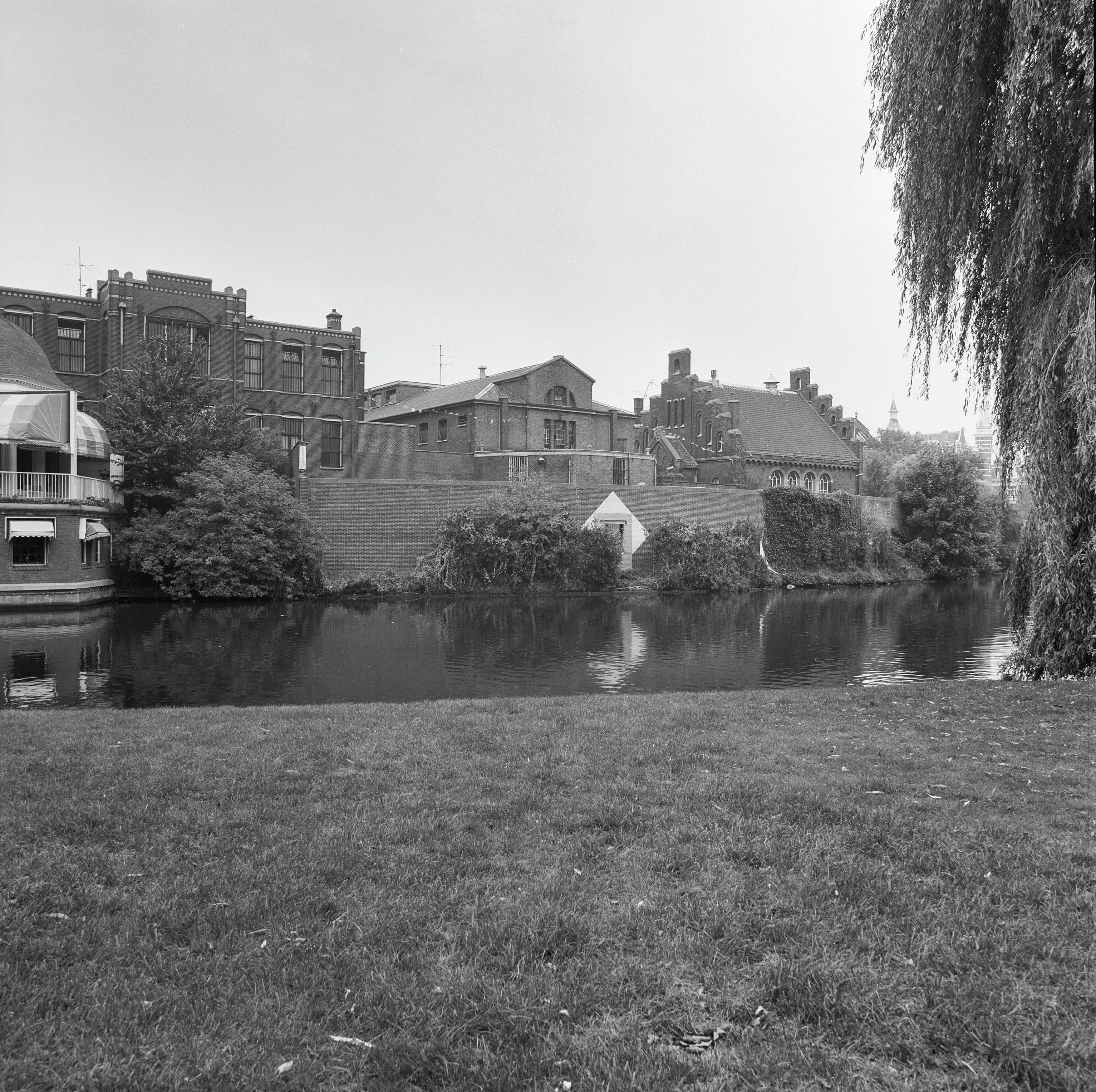
De achterzijde van het voormalige Huis van Bewaring I, gezien vanaf de Stadhouderskade.

Op 1 mei 1944 vond onder leiding van Gerrit van der Veen een mislukte overval plaats om kopstukken van de Illegaliteit uit het Huis van Bewaring I aan de Weteringschans te Amsterdam te bevrijden.

## Voorgeschiedenis
De Persoonsbewijzencentrale (PBC) van Gerrit van der Veen had op 27 maart 1943 met succes het Bevolkingsregister van Amsterdam overvallen en in brand gestoken. Wel waren nadien tal van zijn medestrijders, waaronder Paul Guermonprez, gevangengenomen. Sindsdien broedde Gerrit van der Veen op plannen om het Huis van Bewaring te overvallen. Ondertussen werkte zijn PBC met verdubbelde kracht.
Een poging in de zomer van 1943 strandde in een vroeg stadium. Van eind december tot februari 1944 deed hij liefst vier pogingen die allemaal op het laatste moment mislukten; met de toenemende Duitse repressie werd de noodzaak tot slagen alleen maar groter.

## Overval
De zesde poging werd gepland op 1 mei 1944, onder andere met hulp van Gerhard Badrian, een Duits-Joodse vluchteling. De Knokploeg bestond uit 28 man. Er was een bewaker gevonden die van binnenuit de deuren zou openen, één naar de binnenplaats en één naar het cellencomplex. Kort tevoren was echter verscherpte bewaking ingesteld; Van der Veen wist dit maar hoopte de waakhonden te kunnen omzeilen.
In de vroege ochtend van dinsdag 1 mei 1944 ging hij samen met een paar andere verzetsstrijders naar het Huis van Bewaring aan de Weteringschans. De bewaker die in het complot zat deed de poort open. Van der Veen werd verrast door een waakhond, trok zijn pistool en schoot op de hond. Het schot alarmeerde de bewakers. In de chaos die daarna ontstond, werd Van der Veen in zijn rug getroffen door een kogel, die zijn benen verlamde. Hij wist nog te ontkomen, maar twee weken later werd hij op zijn onderduikadres (Prinsengracht 856 waar uitgeverij De Spieghel was gevestigd) alsnog opgepakt. Tegelijk met hem werden uitgeefster Tine van Klooster en zijn gezellin Suzy van Hall gearresteerd. De meeste leden van de Knokploeg wisten te ontkomen.
Op 10 juni 1944 is hij samen met onder andere Frans Duwaer (gearresteerd op 8 juni 1944), de drukker van zijn persoonsbewijzen, in de duinen bij Overveen gefusilleerd. Van der Veen ligt met zijn vrienden begraven op de erebegraafplaats in Overveen. Ook een tweede overval door het verzet in juli later dat jaar is mislukt.